# Marian Markiewicz (1924–2022)
Marian Markiewicz, ps. „Maryl” (ur. 29 marca 1924 w Kownie, zm. 25 października 2022) – kapitan Wojska Polskiego, żołnierz Okręgu Nowogródek Armii Krajowej, uczestnik akcji „Burza”, żołnierz niezłomny.

## Życiorys
W 1928 wraz z rodzicami przeprowadził się do Wilna. W 1939 zaangażował się w działalność konspiracyjną w Związku Wolnych Polaków. W latach 1941–1943 był więziony przez niemieckie władze okupacyjne w Wilnie. Po wyjściu na wolność został zaprzysiężony w Okręgu Nowogródek Armii Krajowej. Służył w Oddziale II, wywiadowczym, pod dowództwem kpt. Bolesława Wasilewskiego, ps. Bustromiak. W ramach akcji „Burza”, w lipcu 1944 wziął udział w wyzwalaniu Wilna (operacja Ostra Brama). 21 sierpnia 1944 uczestniczył w bitwie o Surkonty. W czasie potyczki na rozkaz mjra Macieja Kalenkiewicza, ps. Kotwicz, wyprowadził z obławy grupę żołnierzy. Po zakończeniu działań bojowych pozostał w strukturach konspiracyjnych, biorąc udział w akcjach polskiego podziemia niepodległościowego. 1 września 1947 został aresztowany przez UB, a następnie po brutalnym śledztwie skazany na 15 lat pozbawienia wolności za działania wrogie ustrojowi, choć prokurator żądał kary śmierci. Zwolniony w wyniku amnestii w styczniu 1955, osiadł w Głubczycach na Opolszczyźnie i został pracownikiem służby zdrowia. Był m.in. organizatorem pierwszej Komisji Zakładowej NSZZ „Solidarność”, jaka powstała w powiecie głubczyckim. 
Wystąpił w filmie dokumentalnym „Cichociemni. Wywalcz wolność lub zgiń” z 2013, gdzie opowiadał o walkach na Nowogródczyźnie.  
Miał dwoje dzieci, syna Janusza (ur. 1957) i córkę Annę Markiewicz-Musiał oraz pięcioro wnucząt, w tym Macieja Musiała – aktora. Pochowany na cmentarzu komunalnym w Głubczycach.

## Odznaczenia
- Krzyż Oficerski Orderu Odrodzenia Polski (2017)[7]
- Krzyż Walecznych (1944)
- Złoty Krzyż Zasługi
- Brązowy Krzyż Zasługi z Mieczami
- Krzyż Partyzancki
- Krzyż Armii Krajowej
- Medal Stulecia Odzyskanej Niepodległości